# Клудзе (Седлецький повіт)
Клудзе (пол. Kłódzie) — село в Польщі, у гміні Скужець Седлецького повіту Мазовецького воєводства.
Населення — 203 особи (2011).
У 1975-1998 роках село належало до Седлецького воєводства.

## Демографія
Демографічна структура станом на 31 березня 2011 року:
|          | Загалом | Допрацездатний вік | Працездатний вік | Постпрацездатний вік |
| -------- | ------- | ------------------ | ---------------- | -------------------- |
| Чоловіки | 107     | 20                 | 72               | 15                   |
| Жінки    | 96      | 19                 | 55               | 22                   |
| Разом    | 203     | 39                 | 127              | 37                   |